# Меденцев Олександр Миколайович
Олекса́ндр Микола́йович Ме́денцев (1985—2019) — солдат Збройних сил України, учасник російсько-української війни.

## Життєпис
Народився 1985 року в місті Соледар (Бахмутський район, Донецька область).
У часі війни — солдат, заступник командира бойової машини — навідник-оператор 54-ї бригади.
25 лютого 2019 року загинув в обідню пору від кульового поранення в голову під час бою поблизу села Новоолександрівка (Попаснянський район), коли здійснював вогняний відпір по противнику, який під прикриттям автоматного та кулеметного вогню намагався підійти до спостережної позиції ВОП. Тіло лежало на місці загибелі до 27 лютого, коли командуванню бригади врешті вдалося домовитися з терористами про евакуацію. Того ж дня після проведення перемовин українська сторона, у присутності СММ ОБСЄ, змогла евакуювати тіло загиблого Олександра.
Похований 1 березня 2019-го в Соледарі.
Без Олександра лишилися батьки та сестра.

## Нагороди та вшанування
- Указом Президента України № 93/2020 від 18 березня 2020 року за «особисту мужність, виявлену у захисті державного суверенітету та територіальної цілісності України, самовіддане служіння Українському народу» нагороджений орденом За мужність III ступеня (посмертно)[2]